# Upernavik
Upernavik [uˈpɜnːavik] ist eine grönländische Stadt im Distrikt Upernavik in der Avannaata Kommunia.

## Lage
Upernavik liegt auf der 2,77 km² großen gleichnamigen Insel südlich des Ikeq (Upernavik Isfjord), in den die größten Eisberge der Nordhalbkugel kalben. Etwa zehn Kilometer südöstlich liegt die Insel Qaarsorsuatsiaq mit dem etwa 1000 m hohen Berg Qaarsorsuaq (Sanderson Hope). Die nächstgelegene Siedlung ist Aappilattoq, das 21 km nordöstlich liegt.

## Geschichte

### Frühe Kolonialzeit

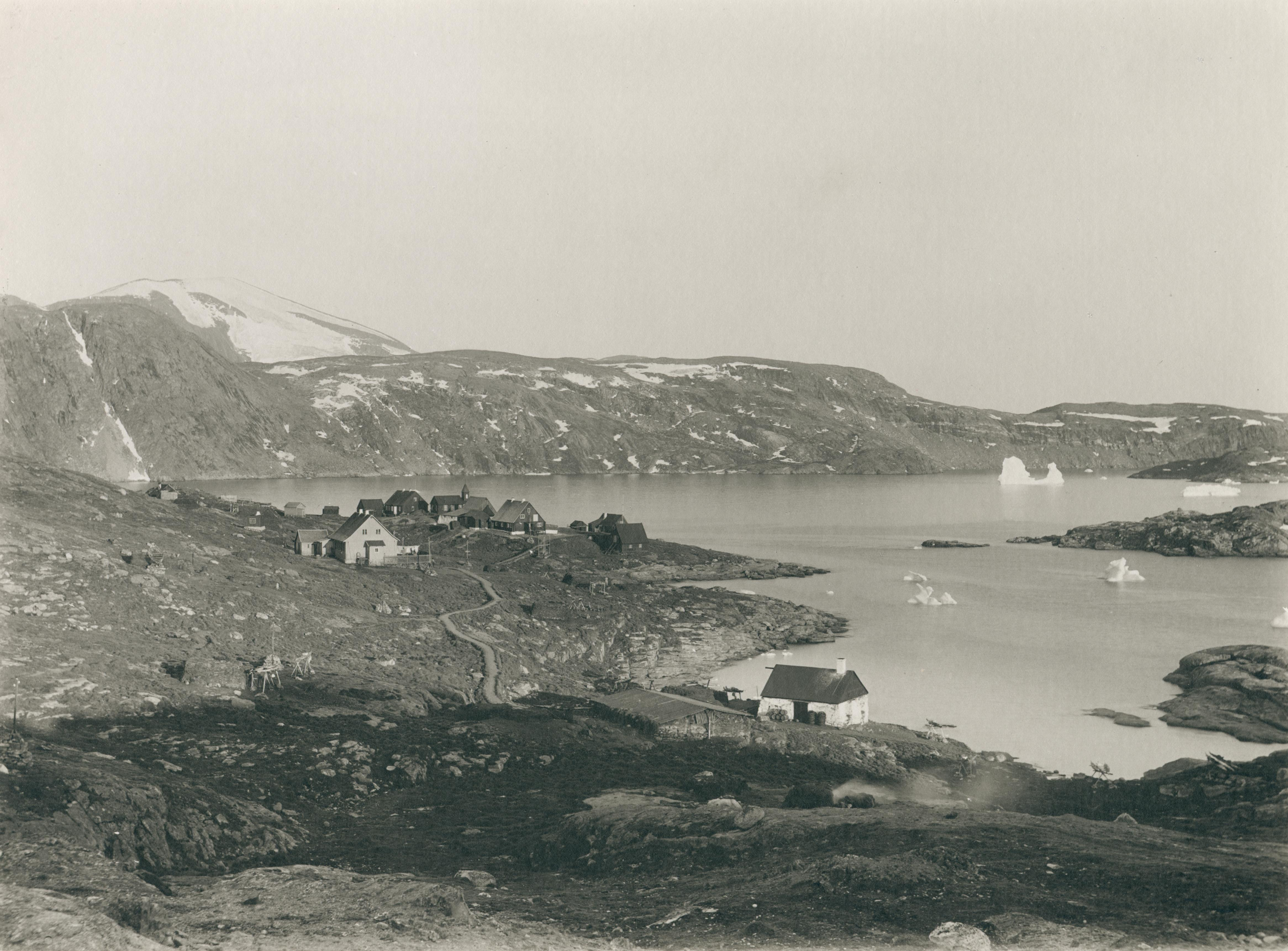
Upernavik (um 1900)

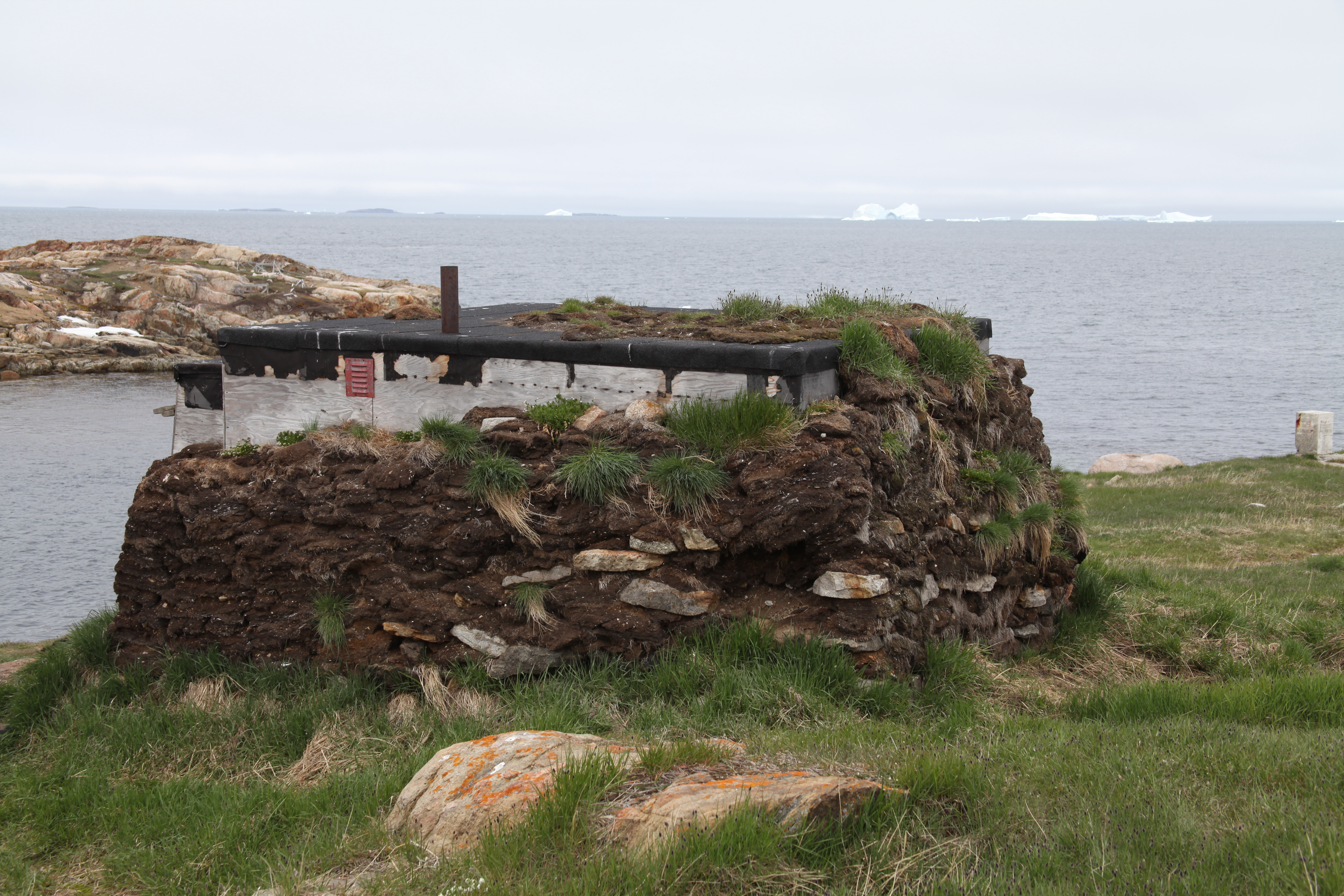
Ein Torfmauerhaus als Teil des Museums (2014)

Die Gegend um Upernavik wurde bereits im Mittelalter von den Grænlendingar besucht. Dies bezeugt der 20 km nördlich gefundene Runenstein von Kingittorsuaq. Die Insel Upernavik diente vermutlich schon im 17. Jahrhundert als Wohnplatz für Inuit. Zur selben Zeit befuhren auch holländische Walfänger die Gegend.
1768 schlug Carl Dalager die Gründung einer neuen nördlichsten Kolonie vor. Am 30. Juni 1769 verließ Andreas Bruun die Kolonie Ritenbenk nordwärts und erreichte am 5. Juli die Insel Qeqertaq, auf der sich heute Upernavik Kujalleq befindet. Er gründete eine Kolonie in Eqaluit 25 km nordöstlich von Upernavik Kujalleq, aber die Bevölkerung lebte weiter im Norden und so beschloss man die Kolonie zu versetzen. Am 8. August 1772 wurde die Kolonie nach Upernavik versetzt.
1789 standen in Upernavik ein Wohnhaus als Stockwerkbau mit Küche, vier Zimmern für Kaufmann, Assistent und Mannschaft, Büro und Laden, ein Missionshaus und ein Speckhaus jeweils als Fachwerkbau, ein Provianthaus, ein Materialhaus und eine Brauerei, jeweils als Torfmauerhaus. Das Missionshaus war jedoch bereits unbewohnbar. Es gab einen Kaufmann, einen Assistenten, einen Böttcher, einen Zimmermann, zwei Köche und vier Matrosen.
Diese für damalige Verhältnisse außergewöhnlich weit im Norden liegende Kolonie war anfangs wenig erfolgreich und viele Kolonialisten starben an Skorbut, verhungerten, erfroren oder entgingen dem direkt durch Suizid. 1788 überlegte man, die Kolonie aufzugeben und die Bevölkerung in den Kolonialdistrikt Uummannaq migrieren zu lassen. Kaufmann Christen Andersen Enghel schlug vor die Kolonie wieder nach Eqaluit zu versetzen, während Carl Dalager sie lieber weiter im Inland sehen wollte. Obwohl die ansässigen Kolonisten die Kolonie weiterbetreiben wollten, wenn auch an anderer Stelle, wurde am 18. Mai 1789 beschlossen, die Kolonie aufzugeben. Der Plan wurde 1790 realisiert, aber die meisten Menschen blieben in der Gegend wohnen und so wurde zeitnah die Wiederaufnahme der Kolonie diskutiert.
1796 wurde Upernavik als Anlage unter der Loge Godhavn neugegründet. Zu diesem Zeitpunkt gab es allerdings nur Erdhäuser in der Anlage. 1799 erwog man Upernavik einer potentiellen neuen Kolonie in Nuussuaq zuzurechnen, was aber nicht realisiert wurde. 1805 wurde Upernavik wieder selbstständige Kolonie und es wurden wieder ein Wohnhaus, ein Speckhaus und eine Schmiede errichtet. Dazu wurden Kaufmann, Assistent, Bootsmann, Böttcher, Zimmermann, Matrose und Koch angestellt. Während des Kriegs von 1807 bis 1814 geriet Upernavik in eine wirtschaftliche Notlage, weil jahrelang kein Schiff die Kolonie erreichte. 1811 wurde ein Teil der Kolonisten abgeholt, darunter der Kaufmann. 1812 sollte auch der Rest heimgebracht werden, aber das Schiff erreichte die Kolonie wegen des schlechten Wetters nicht. Im Winter 1813 wurden zur Versorgung Hundeschlittentrupps nach Upernavik geschickt. Im Sommer desselben Jahres wurden weitere Dänen abgeholt. Als 1814 auch eine Pockenepidemie ausbrach, verließ als einzig Übriggebliebener auch Niels Larsen Steenholdt mit seiner grönländischen Familie den Ort.
1823 wurde Upernavik als Udsted unter der Loge Godhavn ein weiteres Mal neugegründet. Schon 1826 wurde Upernavik wieder zur Kolonie erhoben, die wirtschaftlich stetig erfolgreicher wurde.

### Jüngere Geschichte

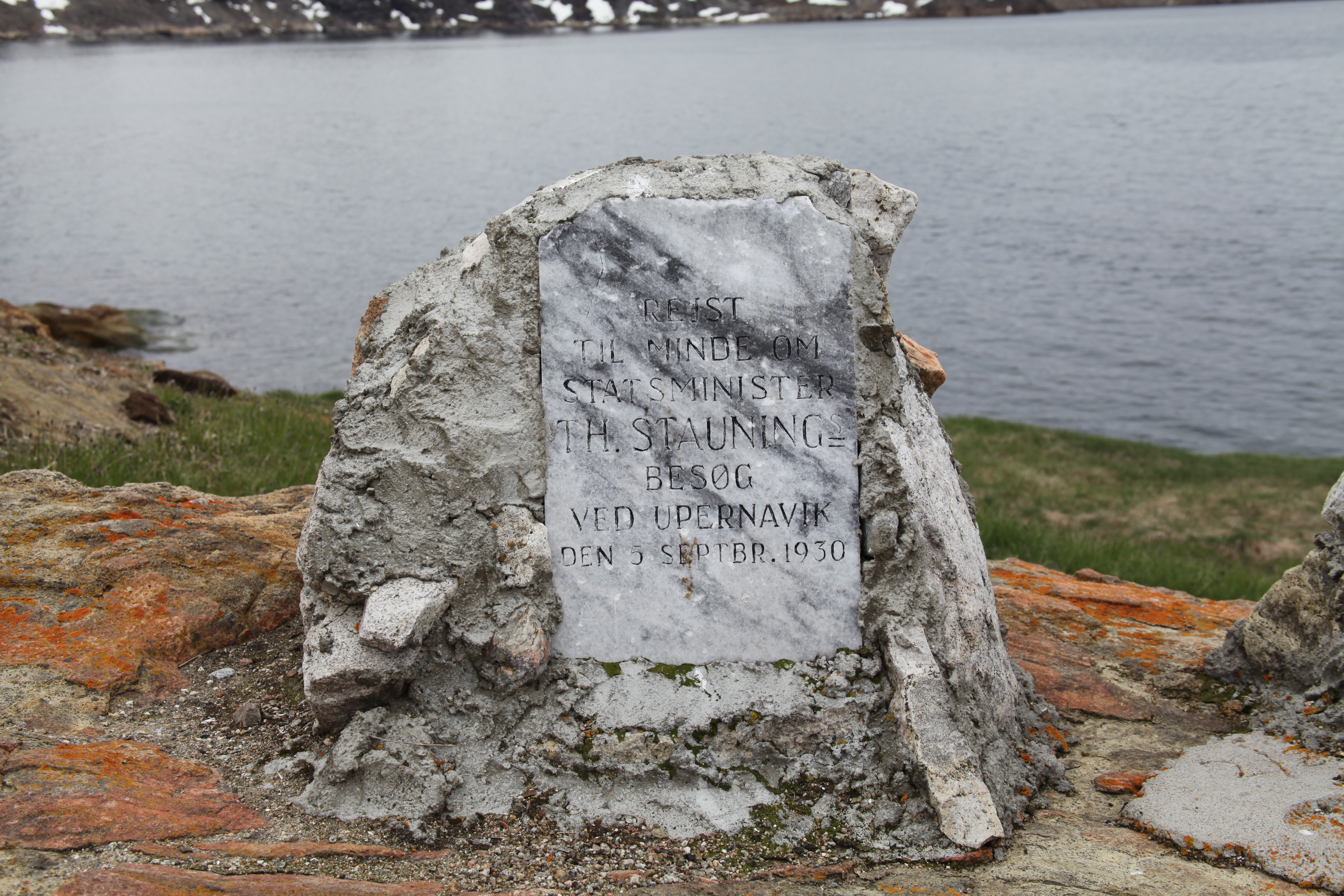
Ein Gedenkstein in Upernavik zu Ehren eines Besuchs von Staatsminister Thorvald Stauning im Jahr 1930 (2014)

1911 wurde Upernavik als Kolonialort eine eigene Gemeinde, der noch die Wohnplätze Kingittoq und Tunoqqu angehörten.
1918 lebten sechs Dänen und 170 Grönländer in Upernavik. Unter den Grönländern befanden sich 23 Jäger, acht Handelsangestellte, nämlich der Schmied, der Zimmermann, der Bäcker, zwei Bootsführer, zwei Böttcher und ein weiterer Kolonist, sowie zwei Katecheten. Zu den Dänen gehörten der Kolonialverwalter und ein Volontär. Außerdem gab es einen Pastor und den Distriktsarzt. Die Grönländer lebten in 25 Häusern. Zu den öffentlichen Gebäuden gehörten die Wohnung des Kolonialverwalters von 1832, die Wohnung des Handelsassistenten von 1903, die Pastorenwohnung von 1866, die Arztwohnung von 1915, ein Kohlenhaus, das früher als Kirche genutzt wurde, ein Laden, ein weiteres Kohlenhaus, das 1826 als Assistentenwohnung errichtet worden war, eine Böttcherwerkstatt von 1848, die alte Mannschaftswohnung von 1828, die nun als Zimmererwerkstatt und Bäckerei diente, eine Schmiede aus demselben Jahr, ein Speckhaus von 1912, eine Brauerei von 1867, die Kirche von 1882, eine Schule von 1911, das Krankenhaus von 1908, drei Packhäuser von 1876, 1912 und 1916, ein drittes Kohlenhaus von 1833, ein Petroleumshaus von 1908 und ein Pulverhaus von 1877.
1925 wurde die heutige Kirche gebaut und 1946 ein neues Krankenhaus, da 1953 ausgebaut wurde. 1950 erhielt Upernavik mit der Errichtung eines Kraftwerks Strom. 1952 wurde eine Bäckerei gebaut, 1953 ein Altenheim, 1954 ein neuer Laden und 1955 ein Kindergarten, der bereits 1959 neugebaut wurde. 1957 wurde eine neue Schule errichtet und 1965 ausgebaut. Dazu kam 1962 ein Wohnheim für Dorfkinder, die in Upernavik unterrichtet wurden. 1958 wurde eine Feuerwehrstation gebaut. 1967 wurde eine kleine Werft gebaut. 1968 wurde das Kraftwerk ausgebaut und 1969 wurde ein Wasserwerk errichtet.
Ab 1950 war Upernavik der Hauptort der Gemeinde Upernavik. Die Gemeinde war mit Abstand diejenige in Grönland, der am meisten Dörfer zugehörten. Bei der Verwaltungsreform von 2009 wurde die Gemeinde in die Qaasuitsup Kommunia eingegliedert und ist seit 2018 Teil der Avannaata Kommunia.

## Liste der Kolonialangestellten bis 1921

### Kolonialverwalter
In Upernavik waren bis 1921 folgende Kolonialverwalter tätig. Zwischenzeitlich wurde der Kolonialstatus entzogen und die Verwalter waren somit Handelsassistenten oder Udstedsverwalter.
- 1769–1770: Andreas Bruun
- 1770–1771: Carl Christopher Dalager
- 1771–1775: Andreas Bruun
- 1775:–0000 Johannes Andreas Willumsen
- 1775–1778: Nikolaj Daniel Muus
- 1778–1780: Jørgen Arnkiel
- 1780–1782: Nikolaj Daniel Muus
- 1782–1783: Ole Krabbe
- 1783–1784: Hans Frisach Gløersen
- 1784–1785: Johan Philip Fleischer
- 1785–1786: Caspar Gottlieb Lidemark
- 1786–1789: Christen Andersen Enghel
- 1789:–0000 Rudolph Friederich Lassen
- 1789–1790: Andreas Lauridsen Nørregaard
- 1796–1797: Asarpane Andreas Sandgreen (Handelsassistent)
- 1797–1803: Rasmus Jensen Brandt (Handelsassistent)
- 1803–1804: Rasmus Nielsen (Handelsassistent)
- 1804–1805: Rasmus Jensen Brandt (Handelsassistent)
- 1805–1809: Johannes Winding
- 1809–1811: Frederik Friedlieb von Rosbach
- 1811–1814: Niels Larsen Steenholdt (Handelsassistent)
- 1824–1826: Hans Christiansen (Udstedsverwalter)
- 1826–1828: Georg Jacobsen
- 1829:–0000 Claudius Andreas Stephensen
- 1829–1830: Hans Christiansen
- 1830–1838: Severin Michael Cortzen
- 1838–1840: Wilhelm Christian Hansen
- 1849–1843: Poul Georg Lauri Bolbroe
- 1843–1846: Rasmus Møldrup
- 1846–1858: Knud Geelmuyden Fleischer
- 1858–1874: Christian Nicolai Rudolph
- 1874–1878: Jens Karsten Nielsen Thygesen
- 1878–1884: Niss Lauritz Elberg
- 1884–1890: Edgar Christian Fencker
- 1890–1892: Herman Valentin Høst Beyer
- 1892–1896: Anders Peter Olsen
- 1896–1910: Hans Peter Kraul
- 1910–1914: Carl Frederik Harries
- 1914–1918: Axel Kristian Marius Vinterberg
- 1918–1919: Einar Andersen
- ab 1919:00. Aage Carlhegger Erik Østerberg Bistrup

### Missionare und Pastoren
Folgende Missionare waren in der Kolonie Upernavik tätig. Von 1790 bis 1833 gab es keine Mission.
- 1779–1787: Ólafur Gunnlaugsson Dahl
- 1787–1790: Rudolph Friederich Lassen
- 1833–1841: Christen Christensen Østergaard
- 1841–1846: Gottfred Martin Quirinus Christophersen
- 1846–1850: Ludvig Andreas Mossin
- 1850–1858: Jens Michael Peter Kragh
- 1858–1866: Moritz Christian Julius Anthon
- 1866–1868: Thøger Sørensen
- 1869–1874: Peter Christian Jensen
- 1874–1881: Severin Christian Tobias Simeon Mørch
- 1881–1886: Kristian Peter Kristensen
- 1887–1908: Severin Christian Tobias Simeon Mørch
- 1908–1910: Knud Balle
- 1910–1913: Karl Johan Pavia Chemnitz
- 1913–1914: Severin Christian Tobias Simeon Mørch
- 1914–1917: Hans Christian Rossen
- ab 1917:00. Karl Klemens Peter Heilmann

### Ärzte
Upernavik wurde 1915 als eigener Arztdistrikt aus dem Arztdistrikt Uummannaq ausgegliedert. Von 1787 bis 1788 war bereits Chirurg als Handelsassistent in Upernavik tätig.
- 1787–1788: Johan Poul Gerhardt
- 1915–1919: Hans Jensen Bryder
- 1919–1920: Spodsbjerg

## Wirtschaft

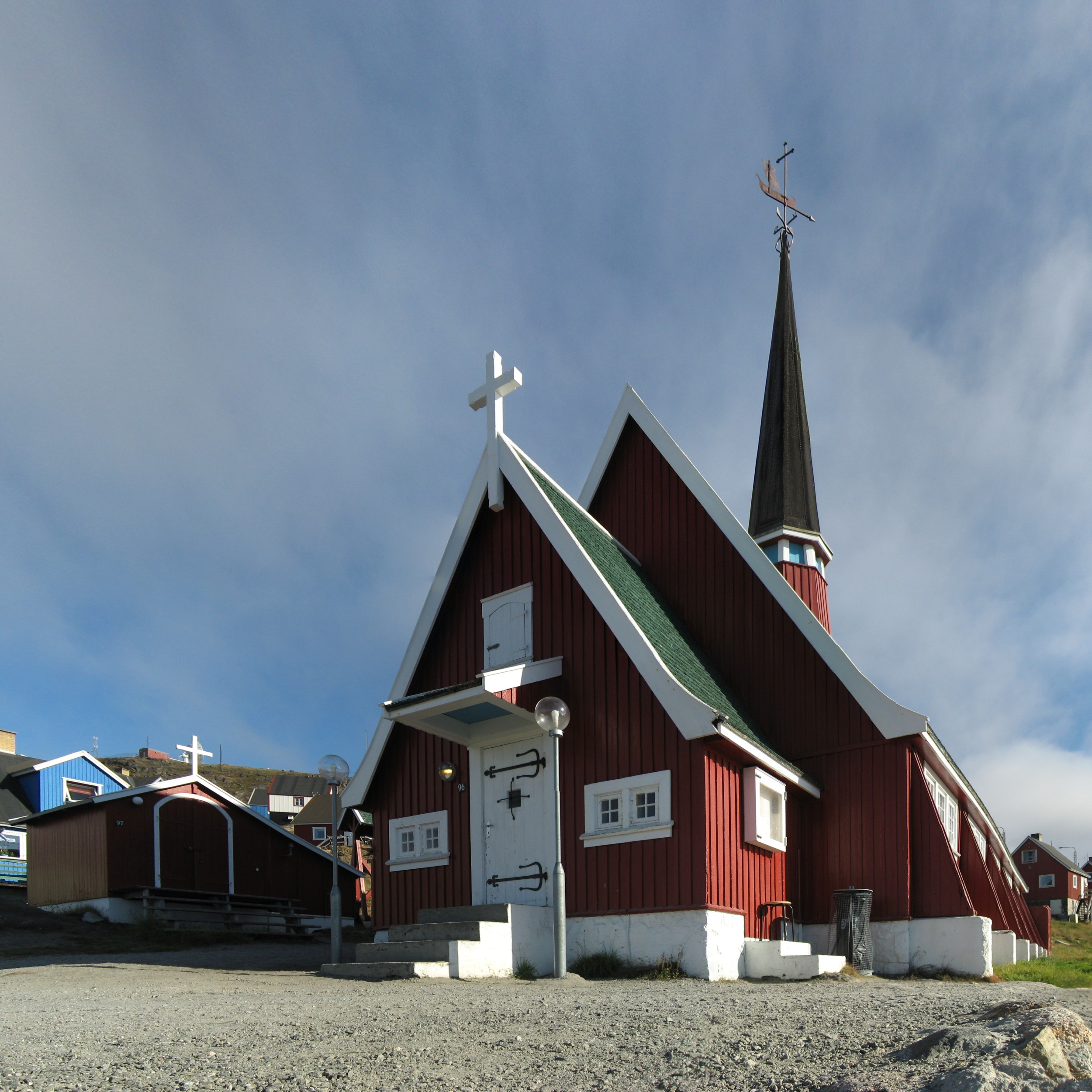
Die neue Kirche von Upernavik (2007)

Bei Upernavik findet sich eine reiche Fauna. Hier finden sich Eisbären, Moschusochsen, Rentiere, Polarfüchse und Schneehasen. Im Wasser schwimmen zudem Belugas, Narwale, Robben und Walrosse. Zahlreiche Vogelarten leben zudem um die Stadt herum, zum Beispiel Papageientaucher, Krabbentaucher, Tordalken, Eiderenten, Prachteiderenten, Eistaucher, Kormorane, Kolkraben und Dreizehenmöwen. Gerade in früherer Zeit war der Fang der Dickschnabellummen und das Sammeln ihrer Eier bedeutend. Heute konzentriert sich der Fang jedoch größtenteils auf Schwarzen Heilbutt. In der Stadt gibt es eine Fischfabrik. Vor allem seit der Eröffnung des Flughafens wird der Tourismus in Upernavik stark ausgebaut und als Einnahmequelle genutzt.

## Infrastruktur und Versorgung

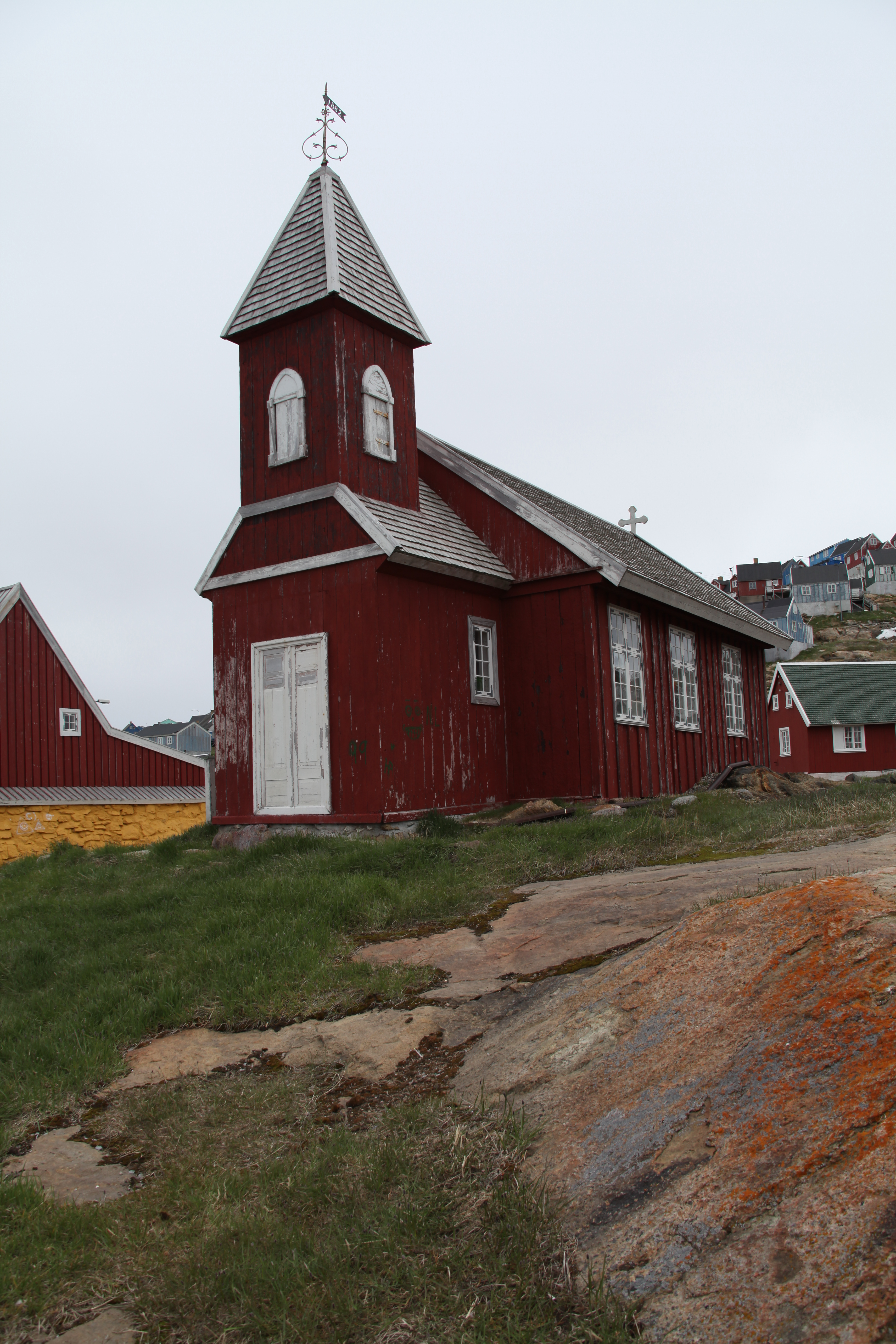
Die alte Kirche von Upernavik als Teil des Museums (2014)

Der Hafen von Upernavik liegt in der Bucht Ukuarluk im Norden der Stadt. Er besteht aus einem 30 m langen Containerkai und einem 15 m langen Kai für kleinere Schiffe bei einer Wassertiefe von etwa 4,20 m. Im Südwesten der Stadt findet sich zudem in der Bucht Iterlannguaq eine weitere Anlegestelle für kleine Fischerboote. Die Errichtung eines neuen großen Hafens auf der südlich gelegenen deutlich größeren Insel Akia (Langø) ist ebenfalls möglich. Auf dem Berg auf Upernavik wurde 2000 der Flughafen Upernavik eröffnet, der den Ort besser an den Rest des Landes anbindet und zudem als Zwischenhalt nach Qaanaaq fungiert. Auch ein neuer größerer Flughafen kann auf Akia angelegt werden. Die Stadt hat ein Straßennetz, das jedoch in schlechtem Zustand ist und ausgebaut werden müsste.
Nukissiorfiit ist für die Strom-, Wärme- und Wasserversorgung zuständig. Der Tasersuaq (Tyfussø) im Osten der Insel gewährleistet die Aufbereitung von Trinkwasser in der Stadt. Es gibt jedoch kein Frischwassernetz in Upernavik. Nur wenige Gebäude in der Stadt sind an das Abwassernetz angeschlossen. Das Abwasser wird ins Meer geleitet. Die Mülldeponie im Süden der Stadt soll wegen ihres Gestanks in naher Zukunft in den Norden umverlegt werden.

## Bebauung

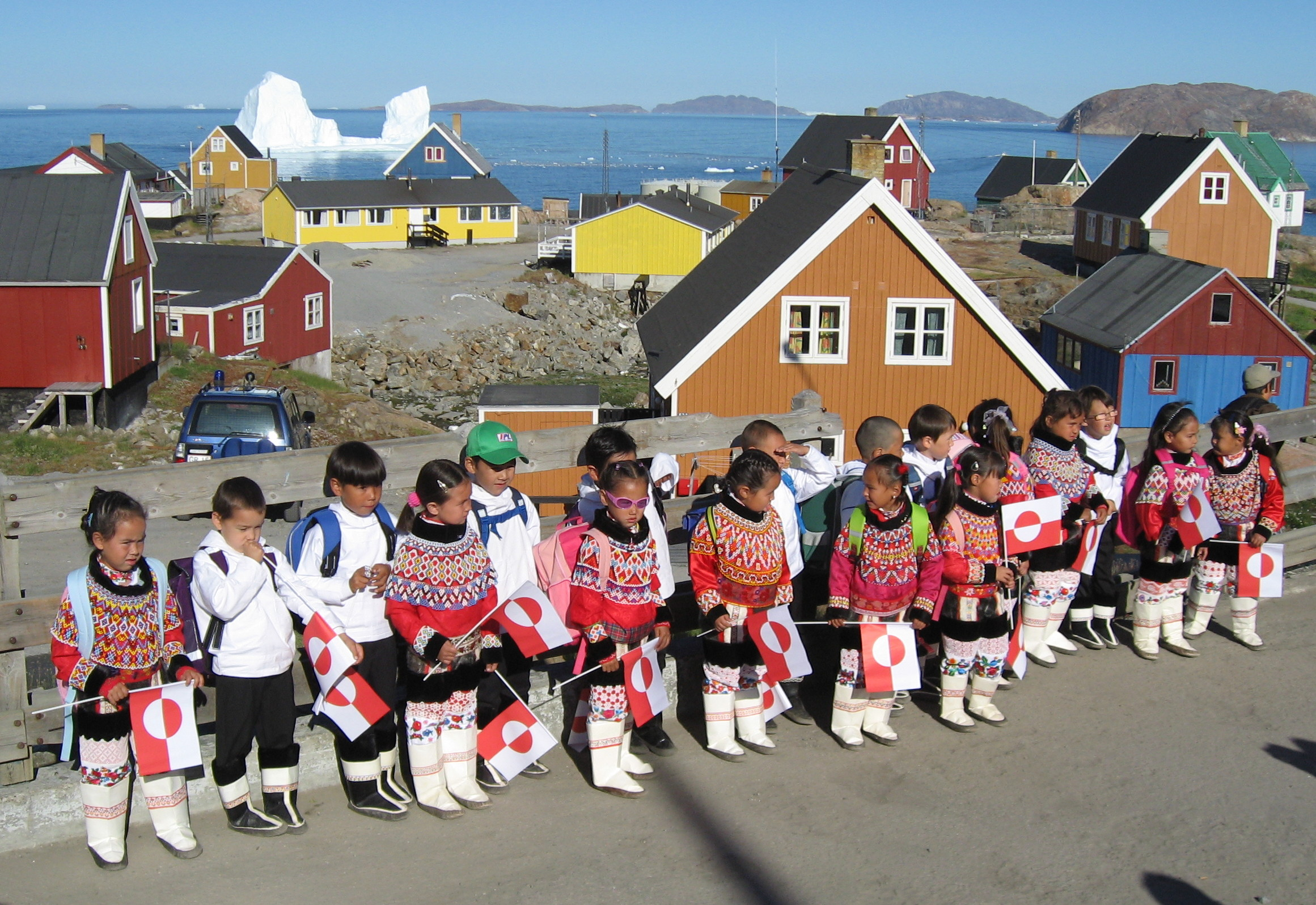
Erster Schultag am 14. August 2007 an der Prinsesse-Margrethe-Schule in Upernavik, die Schulkinder tragen die Nationaltracht

Das Stadtzentrum von Upernavik liegt südlich des Hafens im Westen der Stadt. Hier befinden sich das Krankenhaus, das Kommunalbüro, eine Pilersuisoq-Filiale, das Altenheim der Stadt, ein Wohnheim, die Postfiliale, die Feuerwehrstation und die Prinsesse Margrethe Atuarfia, die 300 Schüler bis zur zehnten Klasse unterrichtet und die Bibliothek des Distrikts beherbergt. In der Stadt gibt es zudem eine Niederlassung des Berufszentrums Piareersarfik und ein Kulturhaus, das für sportliche und kulturelle Aktivitäten genutzt wird.
Zahlreiche Gebäude in Upernavik sind erhaltenswürdig oder stehen unter Denkmalschutz. Dazu gehören die Gebäude aus der Kolonialzeit im Süden der Stadt, die heute Teil des Upernavik-Museums sind, das nördlichste Freilichtmuseum der Welt und älteste Grönlands.

## Sport
1945 wurde der Fußballverein K'ingmeĸ-45 Upernavik gegründet, der sich 2010 für die Schlussrunde der Grönländischen Fußballmeisterschaft qualifizieren konnte. Darüber hinaus wurde 1983 der Verein UB-83 Upernavik gegründet, der sich 2012 und 2018 für die Schlussrunde qualifizieren konnte.

## Städtepartnerschaften
- Odense[9]

## Söhne und Töchter
- Vittus Steenholdt (1808–1862), dänisch-grönländischer Katechet, Hochschullehrer und Übersetzer
- Jan Svendsen (1861–1928), Katechet und Landesrat
- Ole Mørch (1867–1923), Katechet und Landesrat
- Otto Thomassen (1895–1971), Künstler
- Niels Mattaaq (1937–2021), Politiker (Siumut) und Gewerkschafter
- Finn Karlsen (* 1952), Politiker
- Jessie Kleemann (* 1959), Künstlerin und Dichterin
- Martha Lund Olsen (* 1961), Politikerin (Siumut)
- Daniel Thorleifsen (* 1962), Historiker
- Hanne Malmberg (* 1964), dänische Radsportlerin
- Knud Kristiansen (* 1971), Politiker und Polizist
- Aqqaluk Heilmann (* 1974), Politiker (Atassut)

## Bevölkerungsentwicklung
Die Bevölkerungszahl von Upernavik stieg bis in die 2000er Jahre an und geht seither leicht zurück. Upernavik gehört zu den kleineren Städten Grönlands.

## Panorama

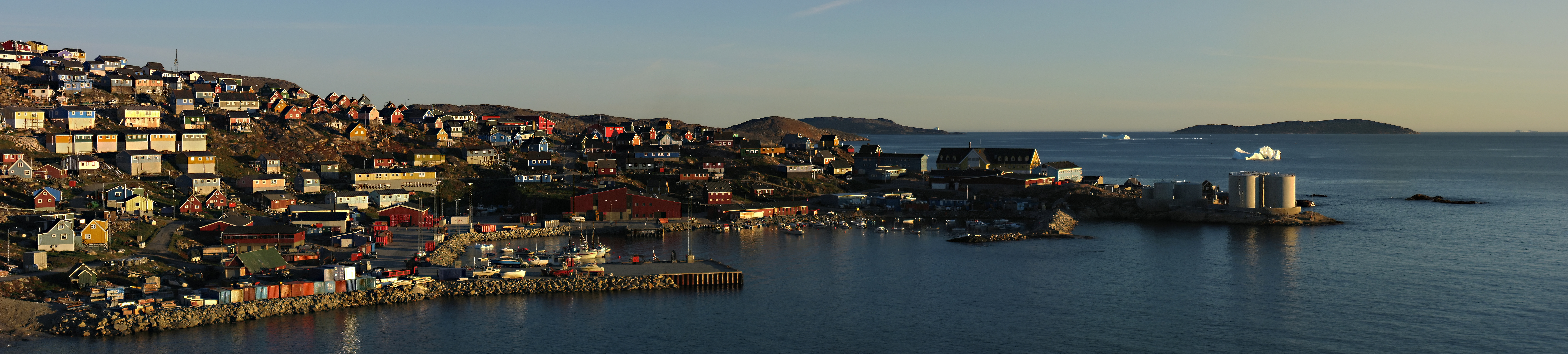
Upernavik am Abend (2007)

## Weblinks

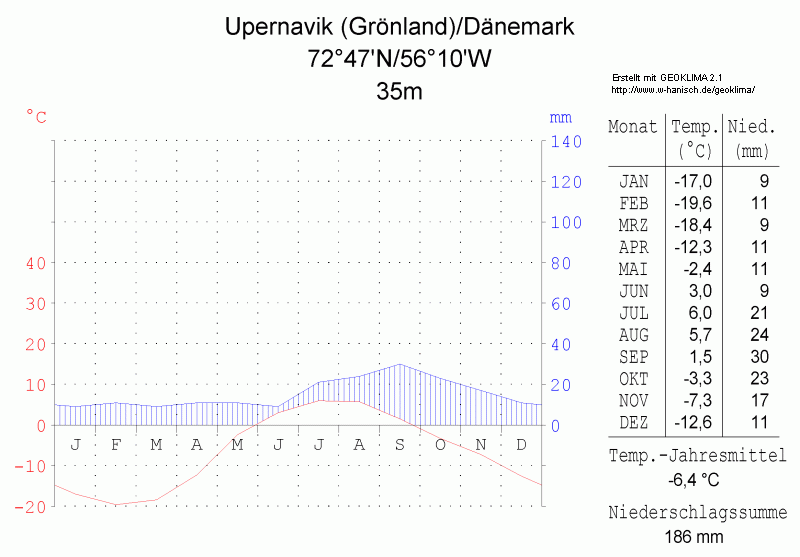
Klimadiagramm von Upernavik